# Бациевце
Бациевце (на сръбски: Бацијевце или Bacijevce) е село в община Сурдулица, Пчински окръг, Сърбия. Според преброяването от 2011 г. населението му е 45 жители.

## Демография
- 1948 – 307
- 1953 – 317
- 1961 – 310
- 1971 – 273
- 1981 – 226
- 1991 – 157
- 2002 – 98
- 2011 – 63

## Етнически състав
(2002)
- 100% сърби